# 阻力係數

在雷諾數為10^{4}流體中的阻力係數

阻力係數（常表示為{\displaystyle \scriptstyle C_{\mathrm {d} }\,}、{\displaystyle \scriptstyle C_{\mathrm {x} }\,}或{\displaystyle \scriptstyle C_{\mathrm {w} }\,}）是流體力學中的無因次量，用來表示物體在流體（例如水或是空氣）中的阻力，而在汽車產業則常稱 {\displaystyle c_{\mathrm {d} }} 為風阻係數。阻力係數會出現在阻力方程中，較小的阻力係數表示物體受到的風阻或流體阻力較小。阻力係數和物體的形狀及其表面特性有關。

## 定義
阻力係數 {\displaystyle c_{\mathrm {d} }} 定義為
{\displaystyle c_{\mathrm {d} }={\dfrac {2F_{\mathrm {d} }}{\rho u^{2}A}}}
其中：
- {\displaystyle F_{\mathrm {d} }} 為阻力，根據定義它是沿流速方向的力分量。[2]
- {\displaystyle \rho } 為流體的密度。[3]
- {\displaystyle u} 為該物體相對於流體的流速。
- {\displaystyle A} 為該物體的參考面積。[4]